# (39414) 3283 T-1
3283 T-1 (asteroide 39414) é um asteroide da cintura principal. Possui uma excentricidade de 0.13688290 e uma inclinação de 4.51183º.
Este asteroide foi descoberto no dia 26 de março de 1971 por Cornelis Johannes van Houten e Ingrid van Houten-Groeneveld e Tom Gehrels em Palomar.